# Węzeł Wodny Bartoszowicko–Opatowicki

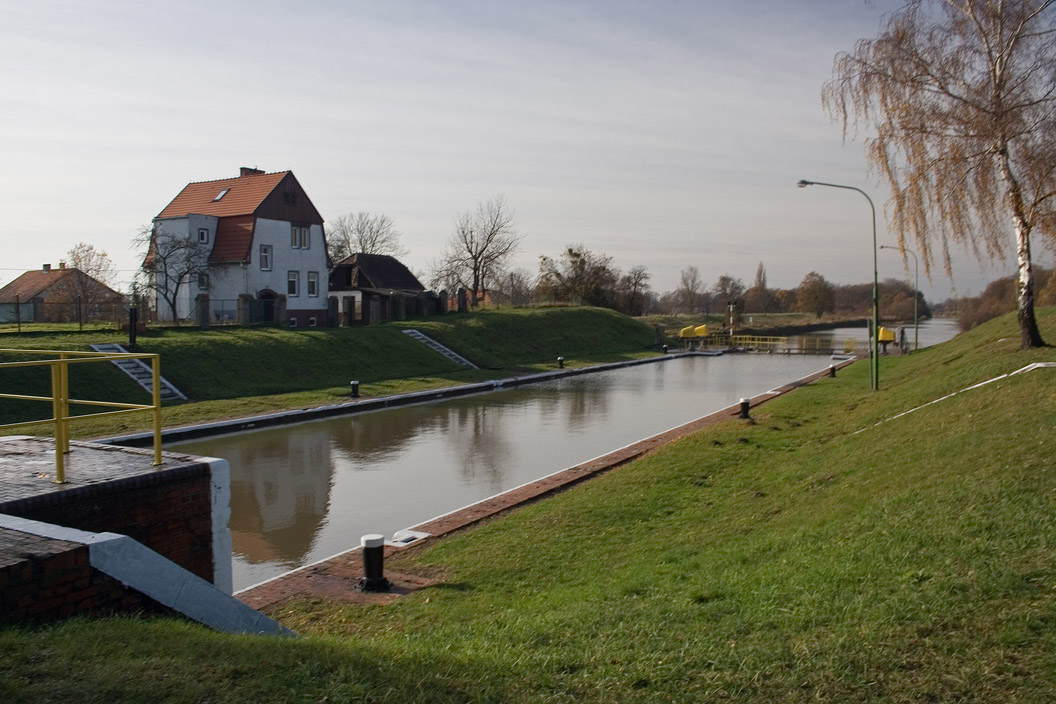
Śluza Opatowice

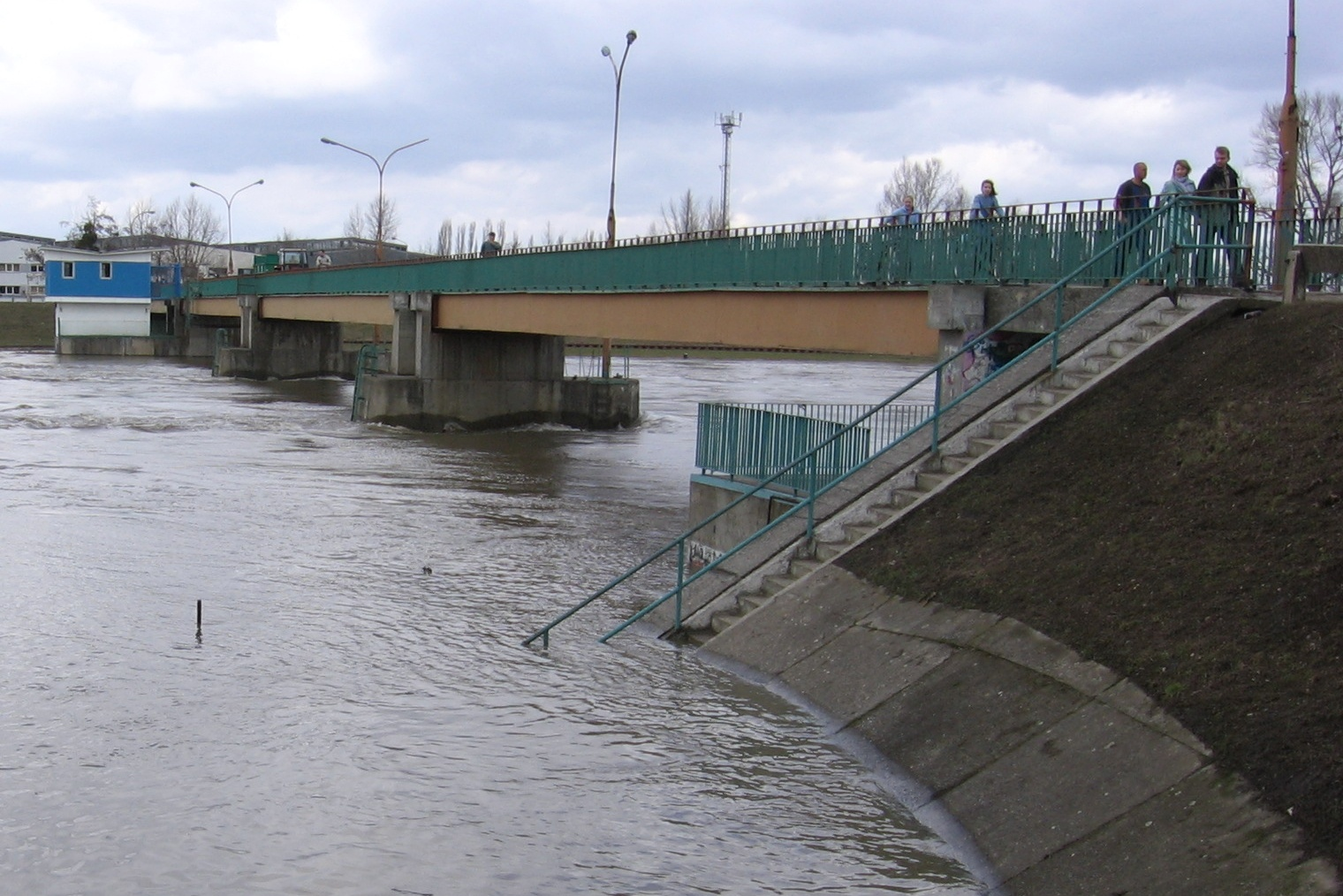
Jaz Opatowice podczas wezbrania (i Kładka Opatowicka)

Węzeł Wodny Bartoszowicko–Opatowicki (Węzeł Wodny Bartoszowice–Opatowice, Węzeł Bartoszowice) we Wrocławiu, to węzeł wodny stanowiący fragment wrocławskiego węzła wodnego. Obejmuje on odcinek Górnej Odry Wrocławskiej, Kanał Opatowicki oraz początkowy fragment Kanału Żeglugowego i Kanału Powodziowego, a także przerzutu wód do Widawy. W ramach tego węzła wodnego powstały budowle hydrotechniczne wchodzące w skład Stopnia Wodnego Opatowice, Stopnia Wodnego Bartoszowice i śluzy wałowej stanowiącej urządzenie wlotowe do Kanału Odpływowego. Węzeł ten ma bardzo istotne znaczenie dla funkcjonowania całego Wrocławskiego Węzła Wodnego, w szczególności w zakresie ochrony przeciwpowodziowej miasta, gdyż w całości przejmuje przepływ wodny dopływający do miasta rzeką Odra i steruje dalszym jej przepływem. Tu następuje rozdział wód na poszczególne kierunki:
- poprzez Stopień Wodny Opatowice do Odry miejskiej, tj. do
  - Śródmiejskiego Węzła Wodnego, oraz
  - poprzez Stopień Wodny Szczytniki do Starej Odry
- poprzez Stopień Wodny Bartoszowice do Kanału Powodziowego i Kanału Żeglugowego
- poprzez śluzę wałową do Kanału Odpływowego i dalej do Widawy (Przewał Widawski[1]).

## Obiekty i elementy węzła

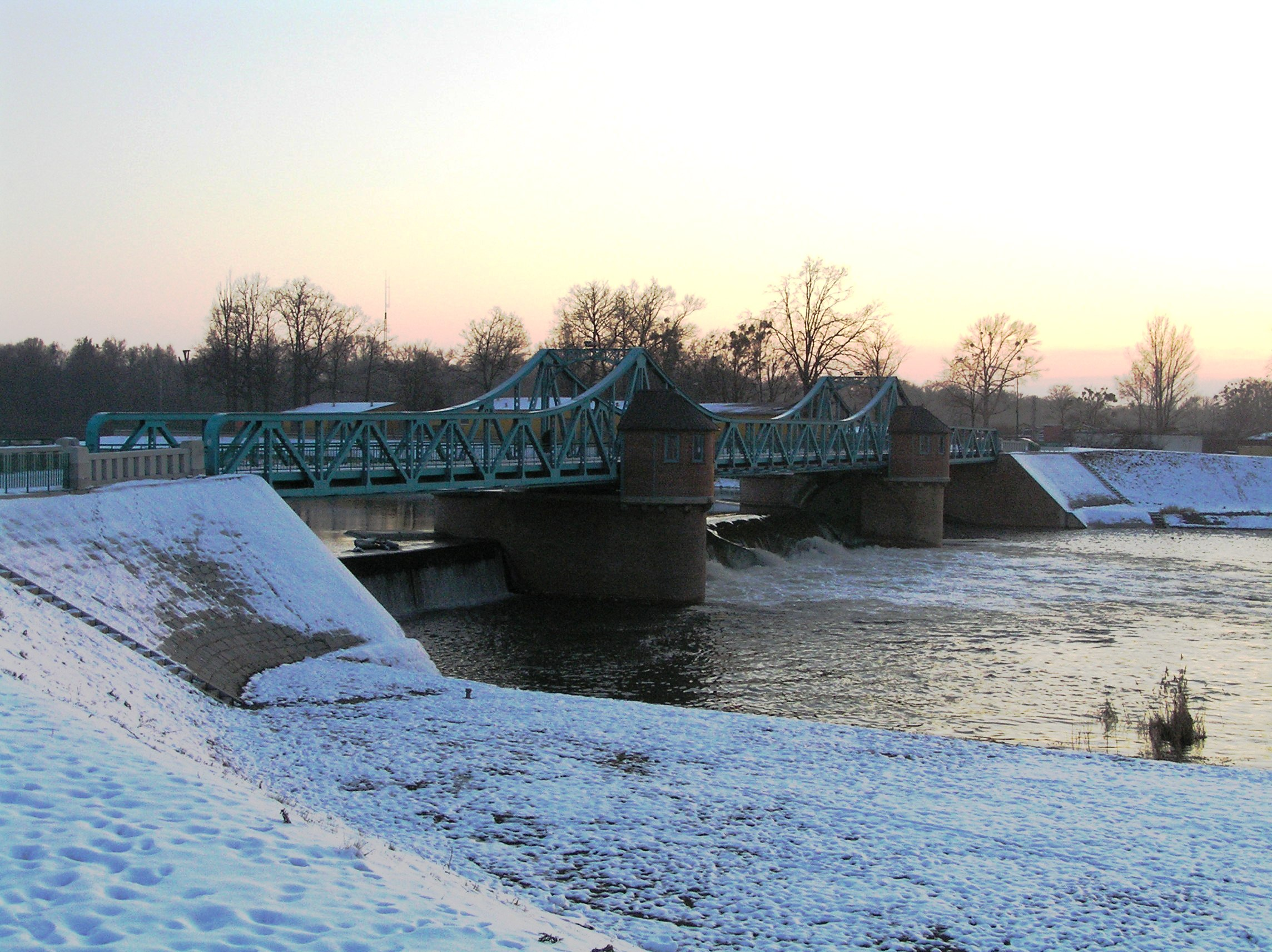
Jaz Bartoszowice – stanowisko dolne (i Most Bartoszowicki)

Na Węzeł Wodny Bartoszowicko–Opatowicki składają się przede wszystkim cieki wodne lub ich odcinki w rejonie rozwidlenia rzeki. Jest to przede wszystkim główne koryto rzeki Odra, Kanał Opatowicki, oraz odcinki górne Kanału Powodziowego, Kanału Żeglugowego i Kanału Odpływowego.
Z głównych obiektów hydrotechnicznym wymienić należy:
- w ramach Stopnia Wodnego Opatowice:
  - Śluza Opatowice
  - Jaz Opatowice
- w ramach Stopnia Wodnego Bartoszowice:
  - Śluza Bartoszowice
  - Jaz Bartoszowice
- śluza wałowa na Kanale Odpływowym.

Obecnie z powodu jej uszkodzenia podczas powodzi tysiąclecia w 1997 roku, śluza została zabezpieczona i wyłączona z eksploatacji.
W rejonie tego węzła wodnego znajdują się następujące przeprawy mostowe:
- Most Bartoszowicki
- Kładka Opatowicka
- Kładka Ryczyńska.

## Rozmieszczenie budowli
W ramach przedmiotowego węzła wodnego wybudowano wyżej wymienione stopnie wodne obejmujące podstawowe budowle piętrzące. Ich rozmieszczenie przedstawiono w poniższej tabeli.
| element stopnia    | km biegu                             | kierunek            | brzeg               | przyczółek, ramię kanał                        | elementy pomocnicze, towarzyszące                                | przeprawa                    |
| ------------------ | ------------------------------------ | ------------------- | ------------------- | ---------------------------------------------- | ---------------------------------------------------------------- | ---------------------------- |
| śluza wałowa       |                                      | południowo-wschodni | prawy               | Strachocin                                     |                                                                  | kładka                       |
| śluza wałowa       | Kanał Odpływowy                      | Kanał Odpływowy     | Kanał Odpływowy     | tymczasowe zabezpieczenie ścianką Laresena     |                                                                  | kładka                       |
| śluza wałowa       | północno-zachodni                    | lewy                | Swojczyce (Popiele) | Grobla Łanieska                                |                                                                  | kładka                       |
| Śluza Bartoszowice | 244,4 km Odry 0,5 Kanału Żeglugowego | północno-wschodni   | Swojczyce (Popiele) | prawy                                          |                                                                  | Kładka Ryczyńska             |
| Śluza Bartoszowice | 244,4 km Odry 0,5 Kanału Żeglugowego | Kanał Żeglugowy     | Kanał Żeglugowy     | Kanał Żeglugowy                                | wrota przeciwpowodziowe                                          | Kładka Ryczyńska             |
| Śluza Bartoszowice | 244,4 km Odry 0,5 Kanału Żeglugowego | południowo-zachodni | lewy                | grobla rozdzielająca kanały (Ulica Folwarczna) | budynki administracyjne i techniczne                             | Kładka Ryczyńska             |
| Jaz Bartoszowice   | 0,45 km Kanału Powodziowego          | północno-wschodni   | prawy               | grobla rozdzielająca kanały (Ulica Folwarczna) |                                                                  | Most Bartoszowicki           |
| Jaz Bartoszowice   | 0,45 km Kanału Powodziowego          | Kanał Powodziowy    | Kanał Powodziowy    | Kanał Powodziowy                               | dodatkowe zamknięcia iglicowe                                    | Most Bartoszowicki           |
| Jaz Bartoszowice   | 0,45 km Kanału Powodziowego          | południowo-zachodni | lewy                | Bartoszowice                                   | Ulica Kanałowa, Grobla Szczytnicko–Bartoszowicka                 | Most Bartoszowicki           |
| Jaz Opatowice      | 245,035 km Odry                      | północny            | prawy               | Bartoszowice                                   | budynek sterowni jazu Grobla Szczytnicko–Bartoszowicka           | Kładka Opatowicka            |
| Jaz Opatowice      | 245,035 km Odry                      | Odra                |                     |                                                |                                                                  | Kładka Opatowicka            |
| Jaz Opatowice      | 245,035 km Odry                      | południowy          | lewy                | Wyspa Opatowicka                               | przepławka dla ryb                                               | Kładka Opatowicka            |
| Śluza Opatowice    | 1,0 km Kanału Opatowickiego          | północny            | prawy               | Wyspa Opatowicka                               | przystań                                                         | most stalowy (nieistniejący) |
| Śluza Opatowice    | 1,0 km Kanału Opatowickiego          | Kanał Opatowicki    |                     |                                                |                                                                  | most stalowy (nieistniejący) |
| Śluza Opatowice    | 1,0 km Kanału Opatowickiego          | południowy          | lewy                | Opatowice                                      | budynki administracyjne i techniczne Grobla Opatowicka Wschodnia | most stalowy (nieistniejący) |

## Historia
Obecny kształt Bartoszowicko–Opatowickiego Węzła Wodnego jest wynikiem realizacji inwestycji hydrotechnicznej polegającej na budowie nowych obiektów hydrotechnicznych i nowego systemu ochrony przeciwpowodziowej miasta po wielkiej powodzi z 1903 roku oraz nowej drogi dla żeglugi pod kątem przewozu ładunków masowych. Inwestycja była zrealizowana w latach 1913–1917. Polegała na budowie dwóch nowych kanałów wodnych, częściowo starymi korytami rzeki (Kanału Powodziowego i Kanału Żeglugowego) i stopnia wodnego, nowego kanału w miejscu starego przekopu (Kanał Opatowicki) i stopnia wodnego. Niezależnie do tej inwestycji wybudowano także wyżej wymieniony przerzut wód do Widawy. Część obiektów pierwotnie istniejących została przebudowana lub wyremontowana, a część uległa zniszczeniu i została zdemontowana. Do takich obiektów należą zniszczone podczas działań wojennych w czasie II wojny światowej mosty nad Śluzą Opatowice i Śluzą Bartoszowice. Natomiast zniszczony Most Bartoszowicki został odbudowany w oryginalnym kształcie zaraz po zakończeniu wojny w 1948 roku.

## Miejsce w układzie funkcjonalnym

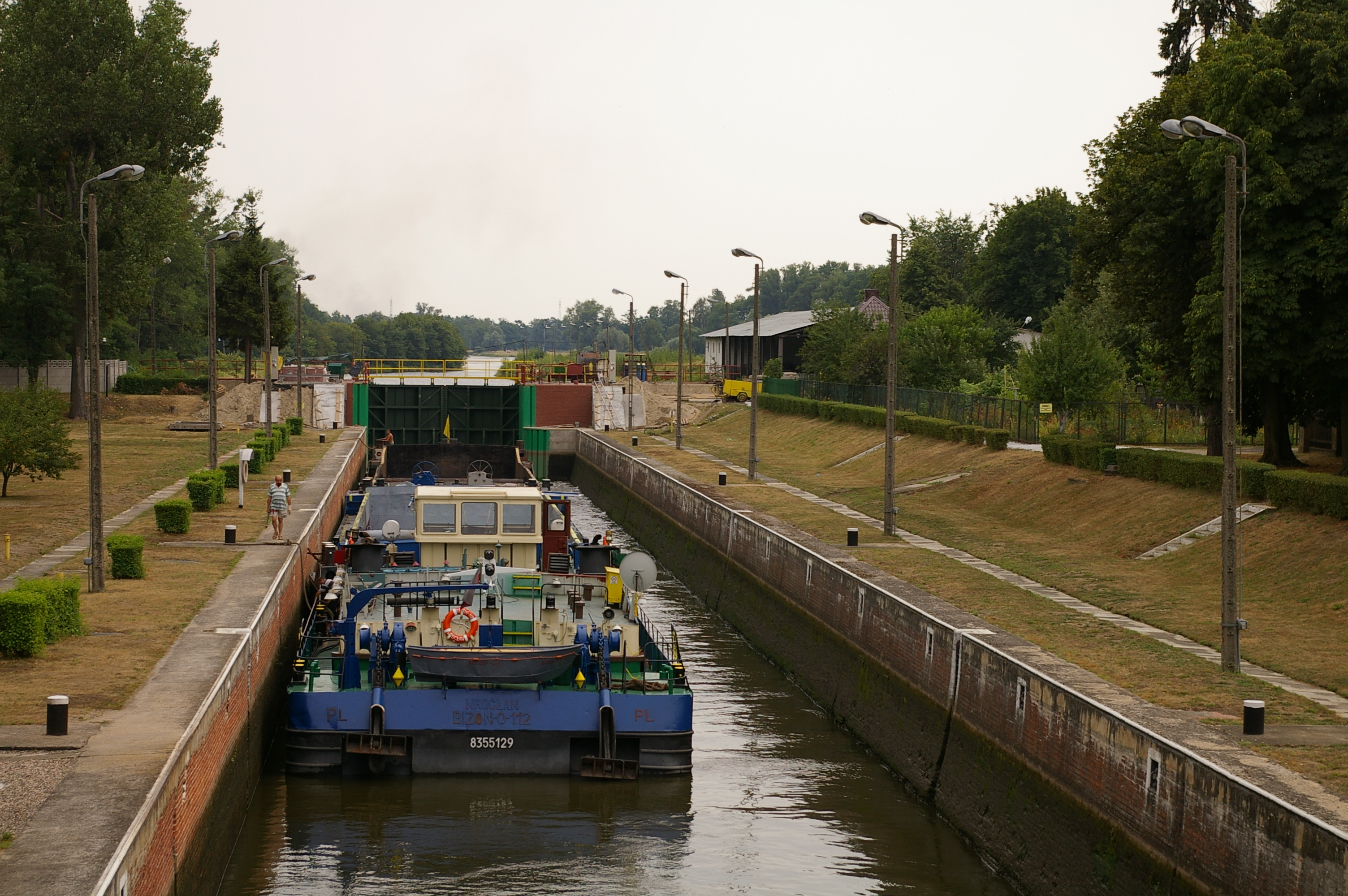
Śluza Bartoszowice

Wrocław położony jest nad skanalizowanym odcinkiem rzeki Odra, a Bartoszowicko–Opatowicki Węzeł Wodny leży na rozwidleniu szlaków żeglugowych prowadzących przez miasto. Węzeł ten ma duże znaczenie dla transportu wodnego towarowego. Szlak żeglugowy prowadzi drogami wodnymi przechodzącymi przez ten węzeł:
- Główna (Północna) Droga Wodna, której tor wodny ma najlepsze parametry żeglugowe, spośród szlaków żeglugowych prowadzących przez Wrocław (Europejska Droga Wodna E–30[7]),
- Miejska Droga Wodna, o gorszych parametrach żeglugowych (II klasa drogi wodnej o znaczeniu regionalnym[3])
- Mieszczańska Droga Wodna, który to szlak żeglugowy obecnie nie jest drogą wodną w rozumieniu odpowiednich przepisów prawa, tj. rozporządzenia Rady Ministrów w sprawie śródlądowych dróg wodnych – wykaz śródlądowych dróg wodnych; nie został on ujęty w wykazie śródlądowych dróg wodnych stanowiącym załącznik do tego rozporządzenia[8]. Śródmiejskie szlaki żeglugowe zostały jednak udostępnione dla żeglugi przez Regionalny Zarząd Gospodarki Wodnej we Wrocławiu[9].

## Rozdział wód w WWW
Jak wyżej zaznaczono rozdział wód Odry dopływającej do Wrocławskiego Węzła Wodnego następuje właśnie w Węźle Wodnym Bartoszowicko–Opatowickim. Po powodzi tysiąclecia opracowano plany dotyczące przyszłej ochrony Wrocławia przed powodzią, zakres niezbędnych inwestycji oraz sposób rozdziału wód na poszczególne kanały i ramiona rzeki. Kluczowym elementem są dwa węzły wodne w ramach WWW: Bartoszowicko–Opatowicki oraz współpracujący z nim Szczytnicki. Proponuje się ukształtowanie następującego rozdziału wód powodziowych w Węźle Wodnym Bartoszowicko–Opatowickim:
- Kanał Powodziowy – 1300 m³/s[c]
- przelew do Widawy – 147 m³/s[d]
- Odra miejska – 1310 m³/s; z czego następujący rozdział wód w Szczytnickim Węźle Wodnym:
  - Stara Odra – 646 m³/s[e]
  - Odra śródmiejska (Śródmiejski Węzeł Wodny) – 664 m³/s.